# Keystone-Korrektur

Keystone-Korrektur

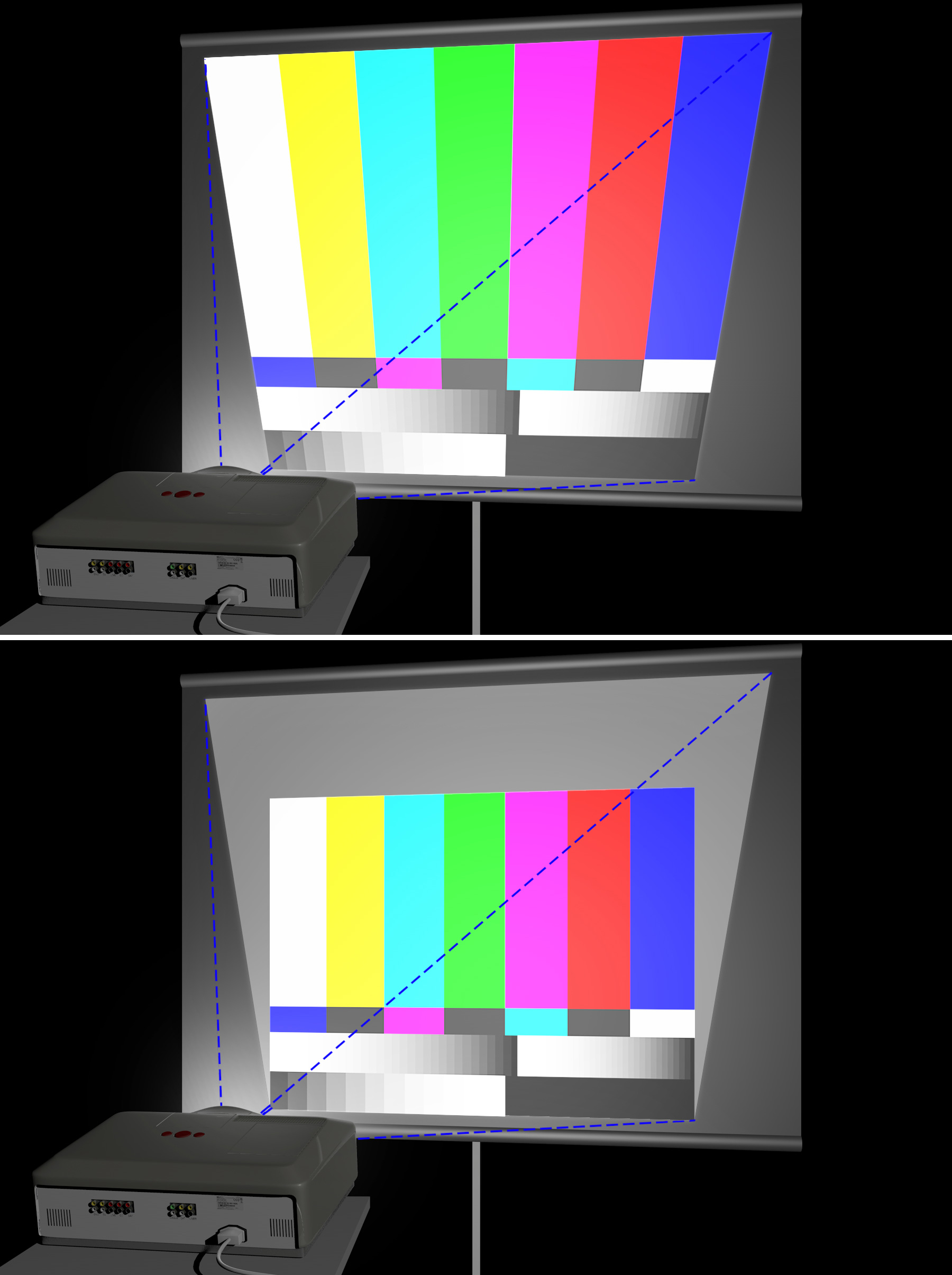
Keystone-Korrektur

Die Keystone-Korrektur (oder auch Trapezkorrektur, nach dem oft trapezförmigen Schlussstein, engl. key stone) bezeichnet die Möglichkeit, eine trapezförmige Verzerrung eines projizierten Bildes zu entfernen oder minimieren. Dazu muss eine künstliche Verzerrung im Bild geschaffen werden, welche die ursprüngliche Verzerrung ausgleicht und für den Betrachter ein normales Bild schafft.
Der Effekt tritt nur bei Video- oder Diaprojektoren auf, die nicht exakt rechtwinklig zur Projektionsfläche aufgestellt sind. Das Bild erscheint dann an einer Seite breiter (bzw. höher) als an der gegenüberliegenden Seite. Bei der Stereobildgebung werden zwei Objektive verwendet, um dasselbe Motivbild aus jeweils einer leicht unterschiedlichen Perspektive zu betrachten und so eine dreidimensionale Ansicht des Motivs zu ermöglichen. Wenn die beiden Bilder nicht exakt parallel sind, entsteht ein Keystone-Effekt.

## Korrektur
Die Korrektur kann vorgenommen werden durch
- Software-Korrektur durch Vorverzerrung des projizierten Bildes.
- rechtwinklige Ausrichtung des Projektors zur Projektionsfläche und Verschieben des Bildes mittels Bewegung des Objektives.

Wird das Bild vorverzerrt, so geht jedoch Bildfläche und Lichtleistung (es wird nur noch ein rechteckiger Teil des Trapezes genutzt) sowie Bildinformation (durch Interpolation) verloren, da die vermeintlich „längere“ Seite des Bildes gestaucht wird, ohne die Auflösung zu erhöhen.
Hat ein Videoprojektor z. B. maximal 800 Bildpunkte horizontale Auflösung, die im Normalfall auch alle mit Bildinformationen belegt sind, wird durch eine Verkleinerung der Bildbreite auf 750 Punkte die Information von 50 Punkten „unterschlagen“. Befinden sich in diesen zum Beispiel Tabellenlinien, so werden diese teilweise nicht mehr dargestellt. Das führt im Übrigen dazu, dass gerade Linien als feine Treppen dargestellt werden und ein Teil der verfügbaren Lichtleistung eingebüßt wird, weil die Pixel der Bildränder in schwarze Punkte umgewandelt werden (in der unteren Graphik hellgrau dargestellt). Bei steilen Winkeln kann dies bedeuten, dass verfügbare Pixelzahl und Lichtleistung sich halbieren.
Da in den meisten Fällen eine Korrektur an den oberen oder unteren Kanten stattfinden muss (der Projektor steht zu weit unten oder zu weit oben), besitzen einige Videoprojektoren eine automatische Keystone-Korrektur: ein Lagesensor im inneren des Gerätes erfasst den Aufstellwinkel und errechnet daraus die optimale Bildverzerrung für eine senkrechte Wand. Bei einer Projektion auf eine geneigte Fläche funktioniert dies jedoch nicht.